# Віссамбур
Віссамбу́р (фр. Wissembourg, МФА: [visɑ̃buʁ]) — невелике середньовічне місто та одноіменний муніципалітет у Франції, у регіоні Гранд-Ест, департамент Нижній Рейн. Населення — 7516 осіб (01.01.2021).

## Назва
- Віссамбу́р (фр. Wissembourg) — сучасна французька назва.
- Ва́йссенбург (нім. Weißenburg, «Білгород») — стара німецька назва. Також — Вейсенбург, Вейссенбург, Вайсенбург.
- Вайссебоуаїш (Waïssebouaïsch) — назва на південнофранкському діалекті німецької мови.

## Географія

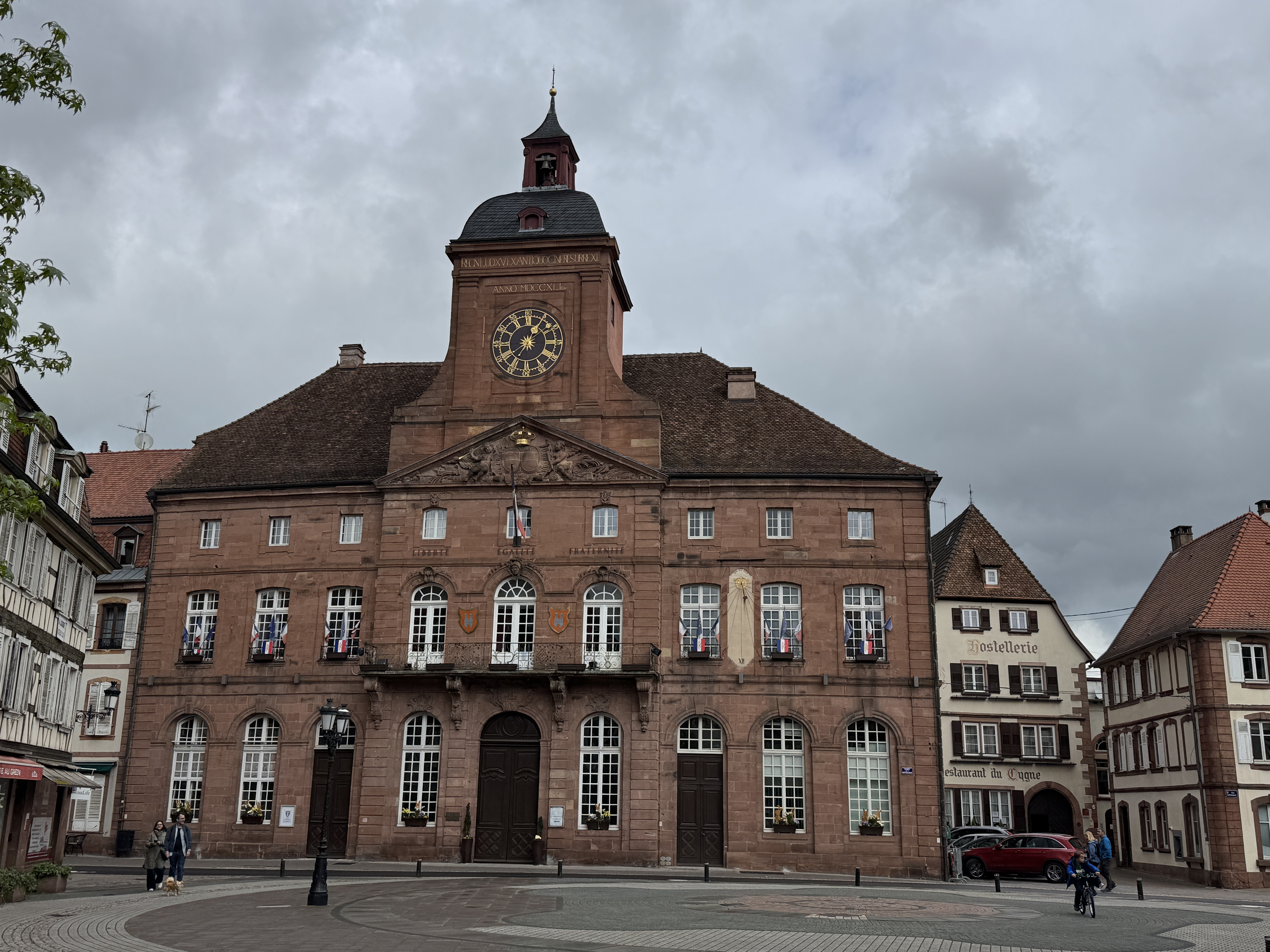
Ратуша

Муніципалітет розташований на відстані близько 410 км на схід від Парижа, 55 км на північ від Страсбура.

## Історія
Місто розвинулося як поселення навкруги монастиря Ордену бенедиктинців, заснованого у 7 ст. 
З 1306 до 1697 - імперське місто у складі Священої римської імперії німецької нації.

До 2015 року муніципалітет перебував у складі регіону Ельзас. Від 1 січня 2016 року належить до нового об'єднаного регіону Гранд-Ест.

## Демографія
Динаміка населення (Cassini і INSEE ):
Розподіл населення за віком та статтю (2006):
| Стать | Всього | До 15 років | 15-24 | 25-44 | 45-64 | 65-85 | Понад 85 |
| --- | ------ | ----------- | ----- | ----- | ----- | ----- | -------- |
| Чоловіки | 3985   | 747         | 418   | 1139  | 1220  | 429   | 32       |
| Жінки | 4032   | 671         | 434   | 1128  | 1088  | 570   | 141      |
| \| Статево-вікова піраміда \| Статево-вікова піраміда \| Статево-вікова піраміда \| \| ----------------------- \| ----------------------- \| ----------------------- \| \| Чоловіки \| Вік \| Жінки \| \| 32 \| 85 + \| 141 \| \| 68 \| 80-84 \| 129 \| \| 112 \| 75-79 \| 128 \| \| 92 \| 70-74 \| 148 \| \| 157 \| 65-69 \| 165 \| \| 265 \| 60-64 \| 157 \| \| 329 \| 55-59 \| 337 \| \| 309 \| 50-54 \| 301 \| \| 317 \| 45-49 \| 293 \| \| 321 \| 40-44 \| 345 \| \| 357 \| 35-39 \| 321 \| \| 216 \| 30-34 \| 261 \| \| 245 \| 25-29 \| 201 \| \| 193 \| 20-24 \| 209 \| \| 225 \| 15-20 \| 225 \| \| 281 \| 10-14 \| 265 \| \| 233 \| 5-9 \| 245 \| \| 233 \| 0-4 \| 161 \| |        |             |       |       |       |       |          |
| Статево-вікова піраміда |        |             |       |       |       |       |          |
| Чоловіки | Вік    | Жінки       |       |       |       |       |          |
| 32 | 85 +   | 141         |       |       |       |       |          |
| 68 | 80-84  | 129         |       |       |       |       |          |
| 112 | 75-79  | 128         |       |       |       |       |          |
| 92 | 70-74  | 148         |       |       |       |       |          |
| 157 | 65-69  | 165         |       |       |       |       |          |
| 265 | 60-64  | 157         |       |       |       |       |          |
| 329 | 55-59  | 337         |       |       |       |       |          |
| 309 | 50-54  | 301         |       |       |       |       |          |
| 317 | 45-49  | 293         |       |       |       |       |          |
| 321 | 40-44  | 345         |       |       |       |       |          |
| 357 | 35-39  | 321         |       |       |       |       |          |
| 216 | 30-34  | 261         |       |       |       |       |          |
| 245 | 25-29  | 201         |       |       |       |       |          |
| 193 | 20-24  | 209         |       |       |       |       |          |
| 225 | 15-20  | 225         |       |       |       |       |          |
| 281 | 10-14  | 265         |       |       |       |       |          |
| 233 | 5-9    | 245         |       |       |       |       |          |
| 233 | 0-4    | 161         |       |       |       |       |          |

## Економіка
2010 року серед 5142 осіб працездатного віку (15—64 років) 3826 були активними, 1316 — неактивними (показник активності 74,4%, у 1999 році було 72,7%). З 3826 активних мешканців працювали 3332 особи (1824 чоловіки та 1508 жінок), безробітними було 494 (241 чоловік та 253 жінки). Серед 1316 неактивних 391 особа була учнем чи студентом, 428 — пенсіонерами, 497 були неактивними з інших причин.

У 2010 році в муніципалітеті числилось 3515 оподаткованих домогосподарств, у яких проживали 7857,0 особи, медіана доходів виносила 18 956,5 євро на одного особоспоживача

## Пам'ятки
- Вайссенбурзький монастир — колишній бенедиктинський монастир.